# Moritz Horn
Heinrich Moritz Horn (* 14. November 1814 in Chemnitz; † 23. August 1874 in Zittau) war ein deutscher Schriftsteller.

## Leben
Horn besuchte das Gymnasium in Chemnitz und studierte dann ab 1833 Rechtswissenschaften in Leipzig, hörte daneben aber auch Vorlesungen über Ästhetik und Geschichte. Bei einem Advokaten in Dresden bereitete er sich 1836 bis 1837 auf die Berufspraxis vor und fand anschließend eine Anstellung in seiner Heimatstadt Chemnitz, wo er einen dramatischen Verein gründete, der ihn wiederum zur Übersetzung französischer Bühnenstücke und eigenen dramatischen Versuchen anregte. 1841 wurde er Aktuar und am 17. April 1857 als Assessor an das Justizamt in Zittau versetzt, wo er 1874 im Alter von 59 Jahren verstarb.
Dem Publikum bekannt geworden ist Horn vor allem durch Robert Schumanns Vertonung einer von Horns frühen Dichtungen unter dem Titel Der Rose Pilgerfahrt. Darin wünscht sich die Elfe Rosenblüte in ein Menschenmädchen verwandelt zu werden. Der Wunsch wird erfüllt und sie erlebt die Freuden und Leiden der Liebe. Als der geliebte Förstersohn jedoch von einem Wilddieb erschossen wird, stirbt auch sie. Das Gedicht schließt mit einem Ausblick auf Tröstung im Jenseits.
Die sentimentale Dichtung im Volksliedton wurde nicht von allen Zeitgenossen geschätzt, so sprach Richard Wagner von einer „unheuren Erbärmlichkeit“.
In Horns späteren Werken tritt das Lyrische weitgehend zurück und er pflegt in seinen zahlreichen Novellen, Romanen eine durchaus realistische, wenn auch oft stark moralisierende Darstellungsform.

## Werke
- Die Pilgerfahrt der Rose. Dichtung. Leipzig 1851. Vertonung von Robert Schumann: Der Rose Pilgerfahrt. Leipzig 1852, Digitalisat.
- Die Lilie vom See. Dichtung. Leipzig 1854, Digitalisat.
- Magdala. Dichtung. Leipzig 1855, Digitalisat. 2. Aufl. 1870.
- Die Dorfgroßmutter. Idylle. Leipzig 1856.
- Der Köhler von Burg. Badische Sage in Versen. Leipzig 1857, Digitalisat.
- Auf dem Schloß und im Thal. Erzählungen. 2 Bde. Prag 1858, Bd. 1, 2.
- Erzählungen und Humoresken. 2 Bde. Zittau 1858, Bd. 1, 2.
- Neue Dichtungen. Prag 1858.
- Zu Schillers einhundertjähriger Geburtstagsfeier. Ein Vorspiel als Prolog. Zittau 1859.
- Aus goldener Kinderzeit. Geschichten und Mährchen. Leipzig 1862.
- Die Dämonen. Roman. 2 Bde. Prag 1862.
- Der Freischulze. Eine Erzählung. Wien 1864, Digitalisat.
- Lady und Baronin. Wien 1864, Digitalisat.
- Die schwarze Maske und drei andere Novellen. Leipzig 1864, Digitalisat.
- Schatten und Licht. Erzählungen und Skizzen. 2 Bde. Leipzig 1867, Bd. 1, 2.
- Der zerrissene Dreiklang. Roman aus dem Leben eines Musikers. Roman. 2 Bde. Leipzig 1867, Bd. 1, 2.
- Magdalena. Geschichten und Märchen für junge Mädchen. Leipzig 2. Aufl. 1870.
- Am Erlenhof. Roman. 3 Bde. Leipzig 1870 f.
- Quintin Messis, der Schmied von Antwerpen. Ein lyrisches Spiel mit Prolog, Zwischenrede und Epilog. Berlin 1871.
- Drei Dinge nenn' ich euch! Lustspiel. Erfurt 1871. 2. Aufl. 1886.
- In der Veranda. Erzählungen. 2 Bde. Bremen 1873, Bd. 1, 2.
- Goethe in Straßburg und Sesenheim. Dichtung. Kassel 1875.